# Numerele de înmatriculare auto în Ungaria

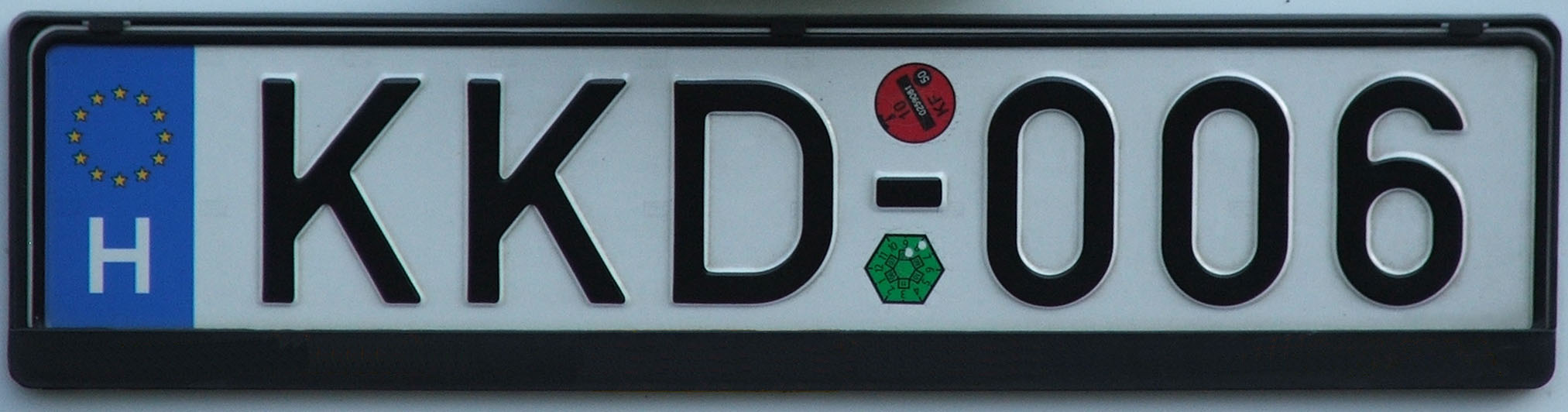
Număr de înmatriculare din Ungaria

Numerele de înmatriculare din Ungaria sunt formate din trei litere și 3 cifre. Numerele sunt grupate la nivel de țară nu la nivel de județ (regiune).

### Istorie
```
Multe formate diferite de plăcuțe de înmatriculare au fost folosite în istoria Ungariei. Mai jos este un scurt rezumat al diferitelor sisteme înaintea celui pe care îl folosim în prezent. 
```

```
Epocile timpurii, războaiele mondiale și epoca Rákóczi: 1901-1958
```

```
Primele plăcuțe de înmatriculare au fost înmânate în 1901, când Ungaria făcea parte din Imperiul Austro-Ungar. Acestea conțineau doar numere și doar câteva sute de vehicule au fost înmatriculate până în 1910.
```

```
În 1910 a fost introdus un nou sistem care a împărțit țara în 15 districte. Codurile regionale erau urmate de numere de pe plăcuțe. Datorită numărului mai mare de vehicule, din 1922, plăcuțele includeau și anul emiterii alături de codul regional. Același sistem regional a fost menținut până în 1933, chiar dacă teritoriul Ungariei a fost redus semnificativ după Tratatul de la Trianon.
```

```
În 1933, sistemul regional a fost schimbat într-un format de două litere - trei cifre. Plăcile din față erau dreptunghiulare, plăcile din spate aveau formă pătrată. 
```

```
În anii 1940, în și la scurt timp după anii celui de-al Doilea Război Mondial, formatul a fost schimbat temporar la o literă - patru cifre. 
```

```
Din 1948, a revenit formatul anterior cu două litere - trei cifre. În anii comunismului existau doar câteva mașini private, majoritatea vehiculelor erau deținute de stat, nu era nevoie de extinderea numărului de caractere.
```

```
Era socialistă 1958-1990
```

```
Din 1958 cetățenilor li s-a permis să cumpere un vehicul în scop privat, formatul a fost schimbat la două litere și patru cifre, cu liniuțe scurte între ele (ex.: AB·12·34). Literele erau în legătură cu tipul/natura/proprietarul vehiculului. Plăcuțele standard aveau caractere negre pe fundal alb, vehiculele comerciale aveau așa-numitele plăcuțe „inverse”, caractere albe pe fond negru. Plăcile diplomatice aveau fundal albastru (la fel ca și în zilele noastre).
```

```
Sistemul actual: 1990-2022
```

```
Erau aproape 2 milioane de mașini în trafic în 1990, ceea ce a necesitat introducerea unui nou sistem. Formatul actual de trei litere - trei cifre a fost introdus în 1990, cu steagul Ungariei deasupra „H” în partea stângă a plăcii, despărțit de o linie verticală neagră. Acesta a fost ușor modificat de la 1 mai 2004 (când Ungaria a aderat la Uniunea Europeană), stelele UE sunt afișate deasupra „H” pe o bandă albastră. Cu toate acestea, unele tipuri de plăci sunt încă emise în formatul de dinainte de 2004.
```